# La Unión (Antioquia)
La Unión – miejscowość i gmina w Kolumbii w departamencie Antioquia.
Gmina liczy 198 km² z czego 136 km² to tereny wiejskie. Znajduje się naw wysokości 2500 m n.p.m., w odległości 57 km od stolicy departamentu – Medellín.
28 listopada 2016 w pobliżu doszło do katastrofy lotu LaMia Airlines 2933, w której zginęło 71 osób, w tym większość piłkarzy drużyny Chapecoense.